# Chaim Zanvl Abramowitz
Chaim Zanvl Abramowitz (n. 1902, Botoșani, România – d. 18 octombrie 1995, Monsey⁠(d), Rockland County, New York, SUA), cunoscut drept Ribnitzer Rebbe, a fost un rabin hasidic originar din România, cunoscut pentru stilul său de viata strict.

## Biografie
Originar din Botoșani, ste necunoscut daca s-a nascut in anul 1893 sau 1902. Rămas orfan de tată la 3 ani, crescut la curtea rabinului din Ștefănești, Abraham Matitiahu Friedman, unde s-a îmbrietenit cu viitorul rabin din Sculeni, Eliezer Zusia Portugal. Când a crescut, Friedman l-a trimis la Chișinău, unde a fost student al rabinului Yehuda Leib Tsirelson. A slujit ca rabin în mai multe orașe din Basarabia, cel mai mult la Rezina, unde l-a prins ocupația sovietică a Basarabiei și Bucovinei de Nord. 
În timpul celui de-al doilea război mondial, a fost deportat de autoritățile române în ghetto-ul din Râbnița, oraș în care a rămas după ce a fost eliberat. În perioada sovietică, a câștigat faimă ca fiind un făcător de minuni în rândul populației evreiești și neevreiești. A reușit să ducă o viață religioasă chiar și în timpul lui Stalin. Se ruga zilnic aproximativ 6-8 ore și se scufunda în Nistru, indiferent de vreme. Primea mii de vizitatori anual, majoritatea din Moldova și Ucraina.
În 1972, după lungi petiții, rabinului i-a fost permisă emigrarea în Israel, stabilindu-se la Ierusalim. Anul următor s-a stabilit în Brooklyn, în SUA. După moartea soției sale, a început să ducă o viață semi-nomadă, călătorind prin California și Florida, până când i s-a deteriorat sănătatea și s-a stabilit în așezarea evreiască Monsey. Aici, a fost îngrijit de evreii locali, câștigând adepți și fondând 2 sinagogi ale dinastiei hasidice Ribnitz. A murit pe 18 octombrie 1995. Mormântul lui este vizitat și astăzi de mii de evrei.

## Legături externe
- Profil; accesat pe 22 iunie 2017.
- Video of The Ribnitzer saying sheva brachos, mahnishmah.com;  accesat pe 22 iunie 2017.
- Jungreis, Esther. "There Are No Accidents ... "A story is told about the Ribnitzer Rebbe...", hineni.org;  accesat pe 22 iunie 2017.
- A message from MBD, the3ms.co.uk;  accesat pe 22 iunie 2017.